# Phumzile Mlambo-Ngcuka

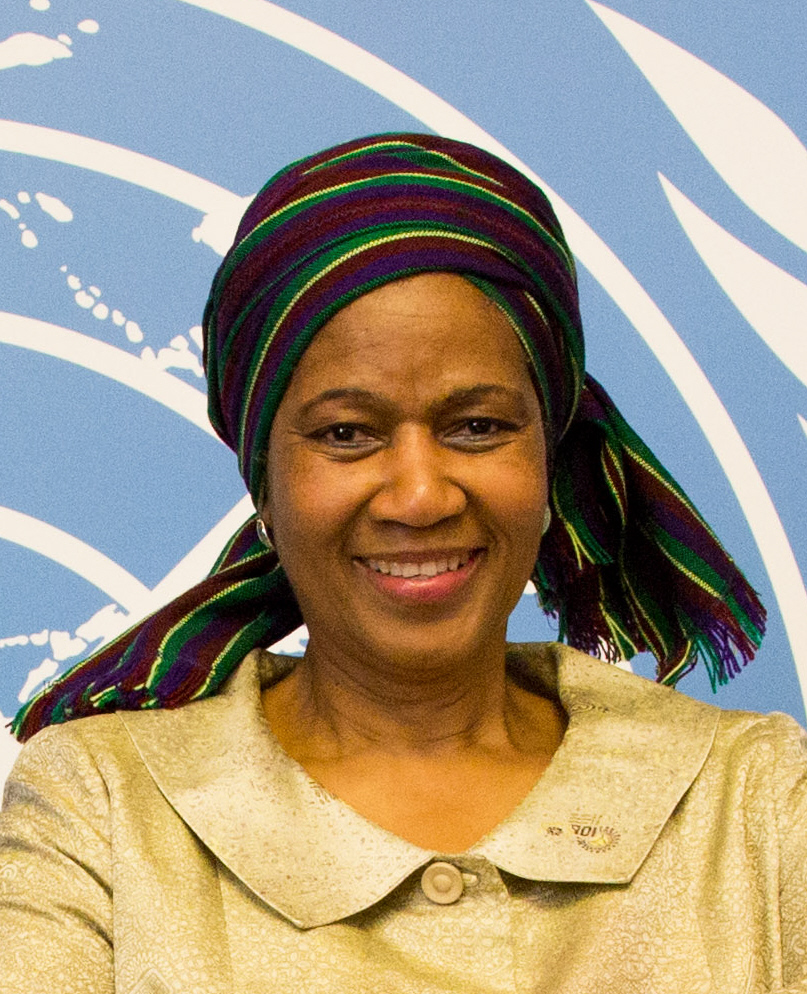
Phumzile Mlambo-Ngcuka (2016)

Phumzile Mlambo-Ngcuka (Zulu Aussprache: [pʰumziːle m̩lamboᵑǀʱuːkʼa]) (* 3. November 1955 in Clermont, Natal) ist eine südafrikanische Politikerin der Partei COPE. Sie war Vizepräsidentin Südafrikas (2005–2008)
und Präsidentin der Einheit der Vereinten Nationen für Gleichstellung und Ermächtigung der Frauen (2013–2021). Seit 2022 ist sie Kanzlerin der University of Johannesburg.

## Herkunft und Ausbildung
Phumzile Mlambo-Ngcuka wurde 1955 im Clermont im Osten Südafrikas geboren. Nach dem High-School-Abschluss schrieb Mlambo-Ngcuka sich an der National University of Lesotho ein, wo sie 1980 einen Bachelor in Sozialwissenschaften und Pädagogik erwarb.

## Karriere
Mlambo-Ngcuka war nach ihrem Studium als Dozentin am Mpumalanga Teachers Training College und von 1981 bis 1983 als Lehrerin in der Ohlange High School tätig. Nach der Gründung der Natal Organisation of Women (NOW), einem Ableger der UDF, war sie die erste Präsidentin der Organisation. Von 1984 bis 1987 war Mlambo-Ngcuka Direktorin der Young Women’s Christian Association in Genf. Am University College London qualifizierte sie sich 1988 in Genderpolitik und Entwicklungsplanung weiter, im Anschluss daran war sie Geschäftsführerin einer Entwicklungsplanungsgesellschaft in Kapstadt. 1990 wechselte sie zum World University Service South Africa und war dort für literarische Entwicklung in ländlichen Gegenden zuständig. An der Universität Kapstadt machte sie 2003 ihren Master.
Ab 1994 war Mlambo-Ngcuka Mitglied des Parlaments, von 1996 bis 1999 war sie stellvertretende Ministerin für Handel und Industrie im Kabinett Mandela. 1997 wurde sie in das Nationale Geschäftsführende Komitee (NEC) des ANC entsandt, zugleich war sie stellvertretende Vorsitzende der Partei in der Provinz Westkap. Von 1999 bis 2005 war sie Ministerin für Rohstoffe und Energie, 2004 zusätzlich amtierende Ministerin für Kultur, Wissenschaft und Technologie. Nach der Entlassung von Vizepräsident Jacob Zuma ernannte Staatspräsident Thabo Mbeki die bisherige Ministerin am 22. Juni 2005 zur neuen südafrikanischen Vizepräsidentin. Im September 2008 reichte sie gemeinsam mit einigen Ministern ihren Rücktritt ein, nachdem der ANC Mbeki durch Kgalema Motlanthe ersetzt hatte. Ihre Nachfolgerin als Vizepräsidentin wurde Baleka Mbete.
Von 2007 bis 2011 war sie Kanzlerin der Technischen Universität Tshwane. Ende Februar 2009 trat sie dem neugegründeten Congress of the People bei, dem auch weitere Anhänger Mbekis angehören. Außerdem schrieb sie sich an der University of Warwick für ein Promotionsstudium ein. 
Am 19. August 2013 wurde Mlambo-Ngcuka geschäftsführende Direktorin (Executive Director) der Organisation „Einheit der Vereinten Nationen für Gleichstellung und Ermächtigung der Frauen“, kurz UN Women im Range einer Unter-Generalsekretärin der UN. Nach zwei Amtsperioden gab sie das Amt 2021 an die Jordanierin Sima Bahous weiter.
Im September 2022 wurde sie Kanzlerin der University of Johannesburg.

## Auszeichnungen
- Ehrendoktorin der Witwatersrand-Universität, verliehen 2003
- eine der 50 mächtigsten Frauen Afrikas laut Forbes 2020[6]

## Sonstiges
Seit 2008 betreibt Mlambo-Ngcuka die Umlambo Foundation, eine Stiftung für Schul- und Lehrerentwicklung. 
Sie ist Mitglied im Netzwerk International Gender Champions (IGC), das sich für Geschlechtergerechtigkeit auch in internationalen Organisationen einsetzt.

## Privates
Sie ist verheiratet mit Bulelani Ngcuka.